# Notiochelidon pileata
Notiochelidon pileata е вид птица от семейство Лястовицови (Hirundinidae).

## Разпространение
Видът е разпространен в Гватемала, Мексико, Салвадор и Хондурас.